# Andrea Šunjić-Bernadić
Andrea Šunjić-Bernadić (Mostar, 1984.), hrvatska likovna umjetnica iz Bosne i Hercegovine.

## Životopis
Rođena je u Mostaru. Na Akademiju likovnih umjetnosti na Širokom Brijegu upisala se 2005. godine. Godine 2010. magistrirala je na slikarskom odjelu u klasi prof. Antuna Borisa Švaljeka. Godine 2010. upisala je i poslijediplomski studij Akademije likovnih umjetnosti na Širokom Brijegu Sveučilišta u Mostaru. Mentor joj je bio prof. Ante Kajinić. Izlagala na više samostalnih i skupnih izložbi. Sudionica brojnih likovnih kolonija i humanitarnih aukcija.